# Håkonbandet
Håkonbandet är ett bergspass i Antarktis. Det ligger i Östantarktis. Norge gör anspråk på området. Håkonbandet ligger 1 885 meter över havet.
Terrängen runt Håkonbandet är varierad. Trakten är obefolkad. Det finns inga samhällen i närheten. 